# 霍普鎮區 (明尼蘇達州林肯縣)
霍普鎮區（英語：Hope Township）是位於美國明尼蘇達州林肯縣的一個行政鎮區。

## 地方資料
霍普鎮區的面積為90.18平方千米，當中陸地面積為90.09平方千米，而水域面積為0.09平方千米。根據2020年美國人口普查的數據，當地共有人口220人，而人口密度為每平方千米2.44人。